# 북철송장역
북철송장역(Buk-cheolsong station, 北鐵送場驛)은 부산광역시 강서구 녹산동과 경상남도 창원시 진해구의 경계에 위치한 신항북선의 종착역이다. 부산신항의 북측 부두에 위치한다. 2010년 11월 30일에 부산신항선의 개통과 함께 화물 하역을 하였고, 가덕도 측 부두에 역이 생기면서 역으로 승격하였다.

## 역사
- 2010년 11월 30일 : 화물 하역장으로 영업 개시
- 2013년 1월 31일 : 정식 역으로 개업[1]
- 2013년 3월 14일 : 부산신항선에서 신항북선으로 분리[2]